# D35a (hunebed)
Hunebed D35a is een voormalig hunebed.
Caspar Reuvens vermeldde het in 1833. In 1847 tekende Leonardt Janssen het hunebed. Hij vermeldde vijf paar draagstenen. De kelder was 12 meter lang en 2,5 meter breed. 
Van Giffen trof in 1920 slechts een kratervormige heuvel met gruis en gebroken stenen. Hij kon nog een ovale kuil herkennen van 7,1 meter lang en 2 meter breed, dit zou de kelder zijn geweest.